# Бакушевич Іванна Всеволодівна
Іва́нна Все́володівна Бакуше́вич (7 липня 1954, Львів) — український вчений-економіст, педагог. Завідувач кафедри менеджменту ТДТУ (1994). Проректор Тернопільського інституту соціальних та інформаційних технологій (2007). Кандидат економічних наук (1991), професор (2015). Академік Академії економічних наук України (1998), член Американської Академії менеджменту (1996).
Фулбрайтівський професор, керівник багатьох міжнародних партнерських проектів та програм співробітництва з ВНЗ США, Польщі, тренер-консультант Консорціуму з удосконалення менеджментської освіти в Україні (2000).
Закінчила механіко-машинобудівний факультет Львівського політехнічного інституту (1976).
Автор понад 110 наукових праць, статей, посібників та монографій.